# Quesada (apellido)
Quesada es un apellido toponímico originario del lugar de su nombre. Se menciona brevemente en Don Quijote de la Mancha como un posible apellido alternativo para el personaje del título.

## Origen
El apellido Quesada es originario de la ciudad de Quesada en Jaén, Andalucía, España.
Aparece a partir del Señorío de Garcíez, título nobiliario creado en 1299 para el alcaide de la fortaleza de la villa de Quesada. Del primer señor de Garcíez, don Pedro Díaz Carrillo de Toledo proveniente de Cazorla descienden los del apellido de Quesada.
El primero que aparece con este apellido es entonces Día Sánchez de Quesada, hijo de Pedro Díaz Carrillo de Toledo, el cual tomó el apellido para sí y su descendencia como remembranza de la victoria contra los moros en la fortaleza de Quesada.

## Etimología
El nombre de Quesada es un toponímico asociado a la ciudad de Quesada, Jaén, y este a su vez viene de las palabras árabes CASA y CHAYDA, estas palabras vienen a significar lugar fértil, lugar bonito. Con las modificaciones fonéticas nos ha llegado como QUESADA.
Otras acepciones incluyen, del latín quassare (aquejar, afligir), quassata (afligida, puesta en apuros, arrinconado), por lo que etimológicamente viene a ser rincón, angostura, plausible en toponimia y también de viejo castillo en árabe.

## Escudo de armas
Derivado del escudo del linaje del Señorío de Garcíez, en Quesada. En campo de gules, cuatro bastones de plata, cargado cada uno de seis armiños de sable.
Una descripción equivalente que data de 1588, reza: veynte y quatro Armiños negros en quatro Baſtones de plata en campo roxo.

## Linaje e historia
Este apellido fue mencionado por primera vez en la década de los 1240, en un manuscrito acerca de la flota de  Fernando III de Castilla durante la Reconquista de Sevilla.
Durante las Cruzadas existen registros de participación en la Orden de Santiago, Orden de Calatrava, Orden de Alcántara, Orden de Montesa, Orden de Carlos III, Orden de San Juan de Jerusalén.
Sus miembros participaron en la Real Audiencia y Chancillería de Valladolid, Real Audiencia de Oviedo y Real Compañía de Guardias Marinas.

### Argentina
Existen registros de pobladores con este apellido a fines del siglo XVII en Salta durante el Virreinato del Perú. Durante el Virreinato del Río de la Plata existieron dos familias distintas, la descendiente de José Quesada provenientes de Málaga en el siglo XIX y la descendiente del Teniente D. Alonso de Quesada y Bernabeu de Alicante.

### Costa Rica
Existen dos introducciones del apellido en Costa Rica, inicialmente el apellido ingresa al país por medio de Diego de Quesada, nacido en Nueva España (Hoy México) hacia 1557, hijo de Cristóbal de Quesada, pintor oriundo de Carmona, Andalucía, España, que fue parte de la expedición de Francisco Vázquez de Coronado.
Diego se establece en Cartago, tuvo dos hijos; Juan Monzón Quesada y Alonso de Quesada, para el siglo XVII su descendencia comienza a esparcirse a Curridabat, Aserrí, Santa Ana y Barva.
La segunda introducción se da por José de Quesada, nacido en Málaga, España, por medio de su hijo del segundo matrimonio, el alférez Juan Hilario de Quesada, su descendencia se da en la provincia de Heredia y Alajuela.

### Italia
Existen importantes ramas de la familia en Sassari, Cagliari y Roma, reconocidos dentro de la nobleza en los siglos XVI y XVII.